# 松平正朝 (大河内松平家)
松平 正朝（まつだいら まさとも）は、江戸時代前期から中期の旗本（寄合）。正朝系大河内松平家初代。石高は3500石。

## 生涯
相模甘縄藩主・松平正綱の五男として生まれ、上野総社藩主・秋元泰朝の養子となる。寛永18年（1641年）8月9日、初めて将軍家光に拝謁し、生後間もない竹千代（後の徳川家綱）の小姓となる。その後、離縁して実家大河内松平家に戻る。
慶安元年（1648年）7月11日、父の遺領のうち三河国幡豆郡内の新田3000石を分知される。在所には幡豆陣屋（別名：中村陣屋、欠陣屋）を築き、明治に至るまで正朝の子孫が支配した。慶安4年（1651年）8月16日、従五位下紀伊守に叙任される。寛文4年（1664年）12月28日に500石加増される。寛文10年（1670年）10月15日、病により職を辞して寄合となる。延宝6年（1678年）12月30日に嫡子成綱が死去したため、次男浅野正氏の長男為政を養子とする。天和2年（1682年）6月3日に死去。享年54。